# Ice Runway
Ice Runway är en flygplats i Antarktis. Den ligger i Östantarktis. Nya Zeeland gör anspråk på området. Ice Runway ligger 10 meter över havet.
Terrängen runt Ice Runway är platt åt sydväst, men åt nordost är den kuperad. Havet är nära Ice Runway åt nordost. Trakten är glest befolkad. Närmaste befolkade plats är McMurdo Station, 4,6 kilometer öster om Ice Runway. 